# Tampui
Tampui is een bestuurslaag in het regentschap Pidie Jaya van de provincie Atjeh, Indonesië. Tampui telt 902 inwoners (volkstelling 2010).